# Enquadernació cartoné

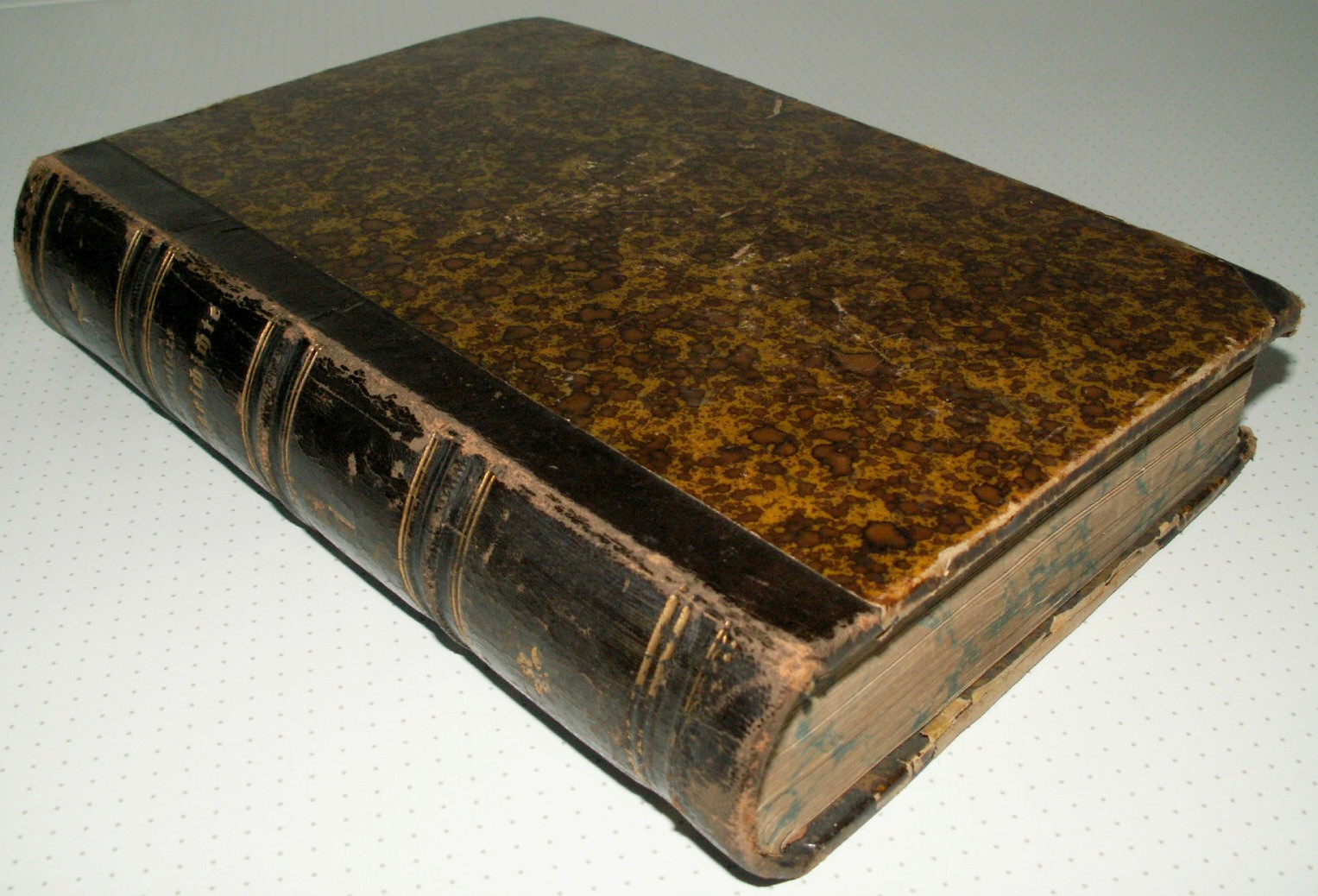
Enquadernació cartoné amb llom de pell.

L'enquadernació de tapa dura o cartoné (del francès cartonée: 'encartonada') és un tipus d'enquadernació en la qual el llibre, cosit o encolat, està folrat amb una coberta rígida de cartró, enganxada al llom. Aquesta coberta recobreix el llibre en totes les seves superfícies exteriors. Els plànols interiors de les tapes són de paper i la part interior del llom (no aparent, ja que està recoberta pel llom de la coberta) és de tela, encara que també pot ser de paper. En l'oposició habitual que es fa entre les enquadernacions «de tapa dura» i les enquadernacions «de tapa tova», l'enquadernació «de tapa dura» rep el nom d'«enquadernació cartoné» mentre que l'enquadernació «de tapa tova» rep el nom de «enquadernació en rústica» (o «a la rústica») o «enquadernació a l'americana».